# 185-я стрелковая дивизия
185-я стрелковая Панкратовско-Пражская ордена Суворова дивизия — воинское соединение СССР в Великой Отечественной войне

## История
Развёрнута в сентябре 1939 года в Орловском военном округе в городе Белгороде Курской области на базе 163-го стрелкового полка 55-й стрелковой дивизии имени К. Е. Ворошилова, как 185-я стрелковая дивизия.
В начале июня 1940 года дивизия была переброшена в Белорусский особый военный округ, где вошла в состав 10-го стрелкового корпуса 11-й армии. Участвовала в присоединении Литвы к СССР.
Весной 1941 года в Московском военном округе в городе Идрица Калининской области дивизия была переформирована в моторизованную, и как 185-я моторизованная дивизия 21-го механизированного корпуса вступила в войну.
В действующей армии, как 185-я моторизованная дивизия с 22 июня 1941 года по 25 августа 1941 года, как 185-я стрелковая дивизия с 25 августа 1941 года по 16 сентября 1943 года, с 1 октября 1943 года по 8 февраля 1944 года и с 13 марта 1944 года по 9 мая 1945 года.
На 22 июня 1941 года дислоцируется в Идрице. C 25 июня 1941 года начала выдвижение на рубеж Западной Двины северо-западнее Даугавпилса, однако до него не дошла, поскольку ещё 26 июня 1941 года немецкие войска переправились через реку и заняли Даугавпилс. На 27 июня 1941 года находилась в районе Тарпаны, Слостовка. С 28 июня 1941 года наступает на Даугавпилс, имея соседом слева 42-ю танковую дивизию, справа 46-ю танковую дивизию. Успеха не добилась, была остановлена северо-восточнее города в 15-20 километрах и была несколько потеснена на рубеж Аулеяс, Сакова, на 29 июня 1941 года занимает рубеж обороны Лауку-Лапери, Слостовка, Казлищи, Туканы, Извалта.
На 30 июня 1941 года дивизия имела в своём составе 2259 человек и 66 орудий.
2 июля 1941 года немецкие войска вновь перешли в наступление, дивизия оказала достойное сопротивление, но была вынуждена отойти северо-восточнее рубежа Лейтани, озёр Сивера, Дридза, затем по приказу отходит в направлении озёр Еша, Нирза. К исходу 3 июля 1941 года отошла в район Бродайжа, к 4 июля 1941 года на рубеж Лудза, Лаудери, удержать его не смогла и отходит на Себеж. 5 июля 1941 года сосредоточилась в составе корпуса в районе Себежа и поступила в резерв фронта. С 6 июля 1941 года ведёт оборонительные бои в районе Опочки на рубеже реки Великая, затем отступает за Ловать, в августе 1941 года отошла к Новгороду и заняла позиции по реке Волхов где находится до конца сентября 1941 года. Ещё 25 августа 1941 года у деревни Красные Станки ныне Новгородской области дивизия была переформирована в стрелковую.
В октябре 1941 года переброшена на Калининский фронт (официально передана 25 октября 1941 года) в резерв, заняла позиции в селе Иванцево в 15 километрах севернее населённого пункта Медное, где 19 октября 1941 года вновь вступила в бои, действуя совместно с 8-й танковой бригадой, 19 октября 1941 года наступает на Медное и 21 октября 1941 года выбивает противника из села. В дальнейшем отступила с боями до рубежа реки Лама.
В ноябре 1941 года находится в резерве Калининского фронта в районе Жерновка в 6 километрах севернее Калинина и с 16 ноября 1941 года перебрасывается в район Видогощи приблизительно в 50 километрах юго-восточнее Калинина. К концу ноября 1941 года удерживает позиции, ведя оборонительные бои, так 20 ноября 1941 года в районе Завидово выдержала тяжелейший бой, 27 ноября 1941 года — в районе посёлка Терехово, прикрывая дорогу на Конаково.
С 6 декабря 1941 года дивизия перешла в наступление, находясь на правом фланге 30-й армии, однако натолкнулась на сильное сопротивление врага (36-я моторизованная дивизия) и поначалу не продвигалась, на 6-7 декабря 1941 года вела бои на рубеже Вараксино — Петраково — Высоково. На 8 декабря 1941 года вела бои на рубеже Шоша — Архангельское. К 9 декабря 1941 года дивизия, действуя совместно с 46-й кавалерийской дивизией продвинулась вперёд, вела бои за населённые пункты Коромыслово, Вараксино и Архангельское (последний в этот день оставила), восточнее Ленинградского шоссе), к концу дня прорвала оборону и вышла на Ленинградское шоссе несколько южнее Завидово. 10 декабря 1941 года ведёт бой за район Мокшино — Елдино — Высоково — Завидово. 11 декабря 1941 года дивизия взяла Вараксино и Архангельское. 12 декабря 1941 года дивизия овладела Безбородовым, Мокшином, Кабановым и развивала удар на Новозавидовский.
Затем, наступая вдоль южного берега Московского моря, овладела Ворошиловским, Чистым Мхом, Клещевом и продолжала, вместе с 379-й стрелковой дивизией, преследовать отходившего противника, к исходу 14 декабря и в ночь на 15 декабря дивизии вышли на рубеж Козлово, Рабочий посёлок, Воловниково, Васильково в 12 километрах северо-западнее Высоковска. 17 декабря 1941 года ведёт бой на рубеже Павельцево — Юрьево, к 18 декабря овладела районом Селино — Тургиново, вела бой за овладение районом Мелечкино, 20 декабря ведёт бой за район Брыково — Поминово.
21 декабря 1941 года сосредоточилась в районе Рязанов — Селино — Балаково и выведена во второй эшелон армии. В январе 1942 года начала продвигаться маршем в направлении Кокошкино сосредоточения в районе Мончалово, где к 15 января 1942 года в основном сосредоточилась. С 17 января 1942 года перешла в наступление на село Толстиково в 10 километрах от Ржева, с задачей овладеть им, а затем продвигаться в направлении Ржева. Справа от дивизии наступала 183-я стрелковая дивизия. В день наступления выбила вражеские войска из села, но и сама была на следующий выбита, затем снова заняла село и снова не удержала его. Ведёт бои под селом, 23 января 1942 года там же попадает в окружение. 29 января приняла позиции от 369-й стрелковой дивизии. Обеспечивая отход штаба 29-й армии, выходит из окружения юго-западнее Ржева, вместе с 381-й стрелковой дивизией и 510-м гаубичным артиллерийским полком. 19-22 февраля 1942 года сосредоточилась юго-западнее села Прасеки. В боях в окружении понесла большие потери, в составе дивизии насчитывалось только 1743 человека. Однако дивизия вышла из окружения снова в окружение, только большее: 39-й армии, в составе которой и ведёт бои до 28 мая 1942 года, затем остатки дивизии переданы в 22-ю армию, находились в её ближайшем тылу.
2 июля 1942 года под Олениным попала под удар немецких войск в ходе Операции «Зейдлиц» и 5 июля 1942 года отдельными частями вновь попала в окружение. С 15 июля 1942 года те части дивизии, которые остались за кольцом окружения наносят удар в направлении Безглядово, Крапивна, навстречу пробивающимся войскам 39-й армии, и на участке дивизии к 22 июля 1942 года вышло до 10 000 человек.
С 25 ноября 1942 года участвует в операции «Марс», имея к началу операции 8528 человек личного состава. Наносит удар через Лучесу на Васильцево вместе с 238-й стрелковой дивизией, а силами 1319-го стрелкового полка совместно с 1-й гвардейской танковой бригадой и 3-й механизированной бригады, на 3 декабря 1941 года штурмует укрепления в районе Гривы. В ходе операции до 10 декабря 1942 года потеряла 1157 человек убитыми и 3032 ранеными.
13 августа 1943 года в ходе частной операции, прорвав оборону противника, освобождает Панкратово и заслуживает звание Панкратовской, став единственным соединением РККА, носящим такое название, затем держала оборону к юго-западу от Великих Лук.
С 16 сентября 1943 года по 1 октября 1943 года находится в резерве, пополняется и доукомплектовывается.
С 6 октября 1943 года наступает в ходе Невельской наступательной операции, к 10 октября 1943 года достигла главными силами, совместно с 357-й стрелковой дивизией рубежа железной дороги и реки Балаздынь и там, после безуспешных попыток продолжит наступление, приступила к организации обороны.
В январе 1944 года преследует противника, отходящего на новосокольническом направлении. 8 февраля 1944 года выведена в резерв Ставки.
В марте 1944 года передана в 47-ю армию, развернулась на рубеже реки Стоход с целью дальнейшего наступления на Ковель. C 15 марта 1944 года переходит в наступление во втором эшелоне, в апреле 1944 года перешла к обороне севернее Ковеля.
В ходе Люблин-Брестской операции дивизия форсировала Западный Буг, перешла на территорию Польши, наступала в направлении города Влодава. 30 июля 1944 года ведёт бой юго-восточнее города Мендзыжец-Подляски. К концу августа 1944 года дивизия вышла к Висле в районе Варшавы, натолкнулась на усилившееся сопротивление. 10 сентября 1944 возобновив наступление, дивизия 14 сентября 1944 года принимает участие в освобождении Праги — предместья Варшавы. В том же районе дивизия находится до января 1945 года.
В ходе Варшавско-Познанской операции 15-16 января 1945 года форсирует Вислу в 15 километрах северо-восточнее Варшавы, участвует в освобождении Варшавы 17 января 1945 года, наступая севернее её, 18 января 1945 года участвует в освобождении Сохачева, продолжив наступление, 26 января 1945 года ведёт бой за Садки, к 3 февраля 1945 года подошла к городу Шнайдемюль, где была окружена вражеская группировка и до 14 февраля 1945 года ведёт бои за город, участвует в его освобождении. Вторую половину февраля 1945 года дивизия отбивала контрудары противника из района Пиритц (юго-восточнее Штеттина). C 1 марта 1945 года вновь перешла в наступление, 3 марта 1945 года овладела Пиритцем, наносила удар на Штеттин, сражается за Альтдамм, подошла к городу и ведёт бои за него, в частности на 18 марта 1945 года. 20 марта 1945 года форсирует Одер в 20 километрах юго-западнее города Шведт, затем переброшена южнее, на подступы к Берлину.
Перед наступлением на Берлин находилась в северной части Кюстринского плацдарма во втором эшелоне армии. Форсирует Одер, наступает на Врицен, ведёт бои за город, который к ночи на 19 апреля 1945 года берёт, затем обходит Берлин с северо-запада, 19 апреля 1945 года натолкнулась на сильное сопротивление врага в районе леса Фраенвальдер Штадтфост, затем 20 апреля 1945 года ведёт бой за Бернау (пригород Берлина), затем за Шпандау. 21 апреля 1945 года дивизия вышла на окружную берлинскую автостраду в районе Бух и продолжила наступление на запад.
На 25 апреля 1945 года наступала из района Дальгов вела бой на западной окраине Штаакена.
1 мая 1945 года принимает участие в освобождении Бранденбурга, 5 мая 1945 года выдерживает тяжёлый бой у станции Цабакук.
Закончила войну на Эльбе.
За время войны безвозвратные потери дивизии составили 12784 человек, санитарные 29243 человек.
По окончании Великой Отечественной войны дивизия вошла в состав Группы советских оккупационных войск в Германии, затем выведена на территории СССР. В 1947 году расформирована в Костроме, личный состав обращён на формирование 27-й стрелковой бригады.

## Полное название
185-я стрелковая Панкратовско-Пражская ордена Суворова дивизия

## Подчинение
| Дата            | Фронт (округ)           | Армия                                     | Корпус (группа)              | Примечания |
| --------------- | ----------------------- | ----------------------------------------- | ---------------------------- | ---------- |
| 22.06.1941 года | Резерв Ставки ГК        | —                                         | 21-й механизированный корпус | —          |
| 01.07.1941 года | Северо-Западный фронт   | —                                         | 21-й механизированный корпус | —          |
| 10.08.1941 года | Северо-Западный фронт   | 27-я армия                                | 21-й механизированный корпус | —          |
| 01.08.1941 года | Северо-Западный фронт   | 27-я армия                                | 21-й механизированный корпус | —          |
| 01.09.1941 года | Северо-Западный фронт   | 27-я армия                                | —                            | —          |
| 01.10.1941 года | Северо-Западный фронт   | Новгородская армейская оперативная группа | —                            | —          |
| 01.11.1941 года | Калининский фронт       | 30-я армия                                | —                            | —          |
| 01.12.1941 года | Западный фронт          | 30-я армия                                | —                            | —          |
| 01.01.1942 года | Калининский фронт       | 30-я армия                                | —                            | —          |
| 01.02.1942 года | Калининский фронт       | 29-я армия                                | —                            | —          |
| 01.03.1942 года | Калининский фронт       | 29-я армия                                | —                            | —          |
| 01.04.1942 года | Калининский фронт       | 39-я армия                                | —                            | —          |
| 01.05.1942 года | Калининский фронт       | 39-я армия                                | —                            | —          |
| 01.06.1942 года | Калининский фронт       | 22-я армия                                | —                            | —          |
| 01.07.1942 года | Калининский фронт       | 22-я армия                                | —                            | —          |
| 01.08.1942 года | Калининский фронт       | 22-я армия                                | —                            | —          |
| 01.09.1942 года | Калининский фронт       | 22-я армия                                | —                            | —          |
| 01.10.1942 года | Калининский фронт       | 22-я армия                                | —                            | —          |
| 01.11.1942 года | Калининский фронт       | 22-я армия                                | —                            | —          |
| 01.12.1942 года | Калининский фронт       | 22-я армия                                | —                            | —          |
| 01.01.1943 года | Калининский фронт       | 22-я армия                                | —                            | —          |
| 01.02.1943 года | Калининский фронт       | 22-я армия                                | —                            | —          |
| 01.03.1943 года | Калининский фронт       | 22-я армия                                | —                            | —          |
| 01.04.1943 года | Калининский фронт       | 39-я армия                                | —                            | —          |
| 01.05.1943 года | Калининский фронт       | 39-я армия                                | —                            | —          |
| 01.06.1943 года | Калининский фронт       | 39-я армия                                | —                            | —          |
| 01.07.1943 года | Калининский фронт       | 39-я армия                                | —                            | —          |
| 01.08.1943 года | Калининский фронт       | 39-я армия                                | 83-й стрелковый корпус       | —          |
| 01.09.1943 года | Калининский фронт       | 39-я армия                                | 83-й стрелковый корпус       | —          |
| 01.10.1943 года | Калининский фронт       | 3-я ударная армия                         | —                            | —          |
| 01.11.1943 года | 2-й Прибалтийский фронт | 3-я ударная армия                         | —                            | —          |
| 01.12.1943 года | 2-й Прибалтийский фронт | 6-я гвардейская армия                     | 97-й стрелковый корпус       | —          |
| 01.01.1944 года | 2-й Прибалтийский фронт | 6-я гвардейская армия                     | 98-й стрелковый корпус       | —          |
| 01.02.1944 года | 2-й Прибалтийский фронт | 6-я гвардейская армия                     | 96-й стрелковый корпус       | —          |
| 01.03.1944 года | Резерв Ставки ВГК       | 21-я армия                                | 96-й стрелковый корпус       | —          |
| 01.04.1944 года | 2-й Белорусский фронт   | 47-я армия                                | 125-й стрелковый корпус      | —          |
| 01.05.1944 года | 1-й Белорусский фронт   | 47-я армия                                | 77-й стрелковый корпус       | —          |
| 01.06.1944 года | 1-й Белорусский фронт   | 47-я армия                                | 77-й стрелковый корпус       | —          |
| 01.07.1944 года | 1-й Белорусский фронт   | 47-я армия                                | 77-й стрелковый корпус       | —          |
| 01.08.1944 года | 1-й Белорусский фронт   | 47-я армия                                | 77-й стрелковый корпус       | —          |
| 01.09.1944 года | 1-й Белорусский фронт   | 47-я армия                                | 77-й стрелковый корпус       | —          |
| 01.10.1944 года | 1-й Белорусский фронт   | 47-я армия                                | 77-й стрелковый корпус       | —          |
| 01.11.1944 года | 1-й Белорусский фронт   | 47-я армия                                | 77-й стрелковый корпус       | —          |
| 01.12.1944 года | 1-й Белорусский фронт   | 47-я армия                                | 77-й стрелковый корпус       | —          |
| 01.01.1945 года | 1-й Белорусский фронт   | 47-я армия                                | 77-й стрелковый корпус       | —          |
| 01.02.1945 года | 1-й Белорусский фронт   | 47-я армия                                | 77-й стрелковый корпус       | —          |
| 01.03.1945 года | 1-й Белорусский фронт   | 47-я армия                                | 77-й стрелковый корпус       | —          |
| 01.04.1945 года | 1-й Белорусский фронт   | 47-я армия                                | 77-й стрелковый корпус       | —          |
| 01.05.1945 года | 1-й Белорусский фронт   | 47-я армия                                | 77-й стрелковый корпус       | —          |

## Состав
Как 185-я моторизованная дивизия
- 180-й мотострелковый полк
- 415-й мотострелковый полк
- 660-й мотострелковый полк
- 124-й танковый полк
- 470-й артиллерийский полк
- 49-й отдельный истребительно-противотанковый дивизион
- 13-й отдельный зенитный артиллерийский дивизион
- 125-й разведывательный батальон
- 340-й лёгкий инженерный батальон
- 194-й отдельный батальон связи
- 155-й медико-санитарный батальон
- 22-й автотранспортный батальон
- 148-й ремонтно-восстановительный батальон
- 64-я дивизионная артиллерийская мастерская
- 118-я полевая ремонтная мастерская
- 100-й полевой хлебозавод
- 364-я полевая почтовая станция
- 505-я полевая касса Госбанка

Как 185-я стрелковая дивизия
- 257-й стрелковый полк
- 280-й стрелковый полк
- 1319-й стрелковый полк
- 695-й артиллерийский полк.
- 49-й отдельный истребительно-противотанковый дивизион
- 125-я отдельная разведывательная рота (158-й разведывтельный батальон)
- 340-й отдельный сапёрный батальон
- 194-й отдельный батальон связи (586-я отдельная рота связи)
- 155-й медико-санитарный батальон
- 98-я отдельная рота химический защиты
- 22-й автотранспортный батальон (до 02.10.1941)
- 22-я автотранспортная рота (с 02.10.1941 до 10.09.1942)
- 269-я автотранспортная рота (с 10.09.1942 до 25.06.1943)
- 268-я автотранспортная рота (с 25.06.1943)
- 335-я полевая хлебопекарня
- 1031-й дивизионный ветеринарный лазарет
- 364-я полевая почтовая станция
- 505-я полевая касса Госбанка
- отдельная штрафная рота 22-й армии (в период нахождения)

## Командование

### Командиры
- Рудчук, Пётр Лукич (11.03.1941 — 24.08.1941), генерал-майор[1]
- Виндушев, Константин Николаевич (25.08.1941 — 12.02.1942), подполковник
- Поплавский, Станислав Гилярович (13.02.1942 — 10.03.1942), подполковник
- Горячев, Сергей Георгиевич (11.03.1942 — 06.05.1942), генерал-майор
- Андрющенко, Михаил Фёдорович (07.05.1942 — 28.11.1943), полковник, с 04.02.1943 генерал-майор
- Аксёнов, Сергей Иванович (29.11.1943 — 05.07.1944), полковник
- Глушко, Александр Васильевич (07.07.1944 — 10.08.1944), полковник.
- Смирнов, Николай Васильевич (11.08.1944 — 21.08.1944), полковник
- Шехтман, Зиновий Самойлович (22.08.1944 — 18.11.1944), полковник
- Морозов, Василий Лаврентьевич (19.08.1944 — 21.11.1944), генерал-майор
- Груздов, Иван Васильевич (22.11.1944 — 24.11.1944), полковник
- Музыкин, Михаил Максимович (25.11.1944 — 09.05.1945), полковник
- Павловский, Иван Григорьевич (май — ноябрь 1945), полковник, с 11.07.1945 генерал-майор.

### Заместители командира
- Светляков, Анисим Илларионович (??.04.1941 — 26.08.1941), подполковник, полковник
- Груздов, Иван Васильевич (15.08.1944 — 01.07.1945), полковник
- Евстигнеев, Михаил Васильевич (30.11.1945 — 31.07.1946) полковник

### Начальники штаба
- Маслов, Борис Семёнович (??.10.1941 — ??.01.1942), майор, подполковник

## Награды и наименования
| Награда (наименование)                | Дата, кем награждена                                                | За что награждена |
| ------------------------------------- | ------------------------------------------------------------------- | --- |
| Почётное наименование «Панкратовская» | Приказ Верховного Главнокомандующего № 17 от 19 сентября 1943 года  | За отличие в боях при прорыве сильно укреплённой полосы немцев и освобождение Панкратово. |
| Почётное наименование «Пражская»      | Приказ Верховного Главнокомандующего № 0350 от 31 октября 1944 года | За отличие боях за овладение крепостью Прага |
| Орден Суворова II степени             | Указ Президиума Верховного Совета СССР от 26 апреля 1945 года       | За образцовое выполнение заданий командования в боях с немецкими захватчиками при прорыве обороны немцев восточнее города Штаргард и овладении городами Бервальде, Темпельбург, Фалькенбург, Драмбург, Вангерин, Лабес, Фрайенвальде, Шифельбайн, Регенвальде, Керлин и проявленные при этом доблесть и мужество. |

Награжденные части дивизии:
- 257-й стрелковый Варшавский ордена Суворова[3] полк
- 280-й стрелковый Сохачевский ордена Суворова[4] полк
- 1319-й стрелковый Краснознаменный[5] ордена Кутузова[3] полк
- 695-й артиллерийский Варшавский орденов Богдана Хмельницкого (II степени)[5] и Александра Невского[6] полк.
- 49-й отдельный истребительно-противотанковый орденов Кутузова[7]и Александра Невского[6] дивизион
- 340-й отдельный сапёрный ордена Александра Невского[6] батальон
- 194-й отдельный ордена Красной Звезды[6]батальон связи

## Отличившиеся воины дивизии
| Награда | Ф. И. О.                           | Должность                                               | Звание            | Дата награждения                 | Примечания                                            |
| ------- | ---------------------------------- | ------------------------------------------------------- | ----------------- | -------------------------------- | ----------------------------------------------------- |
|         | Бочаров, Николай Павлович          | политрук роты 280-го стрелковою полка                   | политрук          | 12.01.1942                       |                                                       |
|         | Васильковский, Вячеслав Викторович | командир отделения 1319-го стрелкового полка            | сержант           | 06.12.1941                       | посмертно, закрыл телом амбразуру пулемёта            |
|         | Гупинец, Филипп Алексеевич         | Наводчик станкового пулемёта 280-го стрелкового полка   | младший сержант   | 04.02.1945 12.04.1945 15.05.1946 |                                                       |
|         | Кондауров, Василий Михайлович      | стрелок 1319-го стрелкового полка                       | красноармеец      | 6.04.1945                        |                                                       |
|         | Кцоев, Пётр Наликович              | командир 1319-го стрелкового полка                      | подполковник      | 24.03.1945                       | умер от ран 9 мая 1945 года                           |
|         | Ландышев, Иван Михайлович          | командир взвода 257-го стрелкового полка                | лейтенант         | 31.05.1945                       | посмертно                                             |
|         | Музыкин, Михаил Максимович         | командир дивизии                                        | гвардии полковник | 06.04.1945                       |                                                       |
|         | Николаев, Алексей Александрович    | командир пулемётного расчёта 280-го стрелкового полка   | старшина          | 24.03.1945                       |                                                       |
|         | Панасюк, Владимир Харитонович      | командир стрелкового батальона 280-го стрелкового полка | майор             | 06.04.1945                       |                                                       |
|         | Саламов, Мумин Закирович           | командир пулемётного расчёта 280-го стрелкового полка   | сержант           | 31.05.1945                       |                                                       |
|         | Шунин, Николай Михайлович          | автоматчик роты автоматчиков 1319-го стрелкового полка  | красноармеец      | 16.08.1944 13.02.1945 24.05.1945 | дважды награждён 3 степенью, перенаграждён 31.03.1956 |

## Память
- Памятник в деревне Рябинки Тверской области
- Памятник воинам 185-й стрелковой дивизии (Завидово)